# SportDrenthe
SportDrenthe is een zelfstandige stichting met circa 40 medewerkers die sinds 1968 de belangen van sport in de provincie Drenthe behartigt. De stichting is gevestigd in Hoogeveen.
De stichting adviseert, ondersteunt en stimuleert gemeenten, verenigingen, sportbonden en organisaties bij de inzet van sport en bewegen als middel bij maatschappelijke thema’s zoals armoede, gezondheid, integratie en duurzaamheid.

## Geschiedenis
Op 16 november 1968 werd de Sportraad Drenthe opgericht en kreeg het vanuit de provincie in eerste instantie een aantal taken zoals het adviseren bij de bouw van sporthallen en zwembaden en het implementeren van landelijk geïnitieerde acties en campagnes.
De sportraad werd vervolgens betrokken bij diverse projecten zoals de oprichtingen van het Huis van de Sport(waar administratieve dienstverlening ten behoeve van aangesloten bonden kon worden uitgevoerd), een Sport Medisch Adviescentrum (SMA), de provinciale Stichting Sporttechnisch Kader (Stichting STK) en de provinciale Spelotheek (sport- en spelmateriaal voor de uitvoering van recreatiesport).

In 1995 ontstond binnen de Sportraad een aftakking, STAMM Sport. Deze tak hield zich specifieker bezig met stimuleren van sport voor mensen met een beperking, asielzoekers en vluchtelingen, weerbaarheidstrainingen voor kinderen en 55-plussers.
In 1998 vond op initiatief van de overheid de ontkoppeling plaats van STAMM-sport en de Sportraad en ontstond zo de nieuwe organisatie SportDrenthe.